# Buchón laudino sevillano
El buchón laudino sevillano es una raza de palomo española, originaria de la provincia de Sevilla. Para su creación se usaron ejemplares de buchón rafeño, buchón gorguero, buchón valenciano antiguo y una raza de palomas mensajeras llamada Azul de la Estrella o Magaña. Una de sus principales características es que tiene carúnculas nasales. Los colombófilos lo consideran un animal de compañía, de exposición y para concursos de vuelo.